# Iglesia de Elmelunde
La iglesia de Elmelunde, famosa por sus frescos, se encuentra en el pueblo de Elmelunde, Møn, en el sureste de Dinamarca. Se alza en lo alto de los alrededores, justo al sur de la carretera principal que va de Stege a los blancos acantilados de Møn. El impresionante edificio encalado puede verse desde kilómetros a la redonda y ha sido utilizado como punto de referencia por los navegantes del mar Báltico.

## Historia
Elmelunde es la iglesia más antigua de la isla de Møn, al parecer construida en un lugar donde antes había una iglesia de madera. El montículo plano, al norte de la iglesia, es aún más antiguo. Se cree que es un cementerio pagano de la Edad de Bronce.
La iglesia actual data de 1085, cuando se construyeron partes del coro y la nave actuales en estilo románico. De esta época sólo se conservan el arco triunfal y las paredes laterales.
Las primeras adiciones se realizaron hacia el año 1200, cuando la iglesia se amplió hacia el oeste. Las obras de la torre comenzaron hacia 1300, pero no se terminaron hasta 1500. El techo de madera fue sustituido por una bóveda de crucería gótica en 1462.

## Frescos

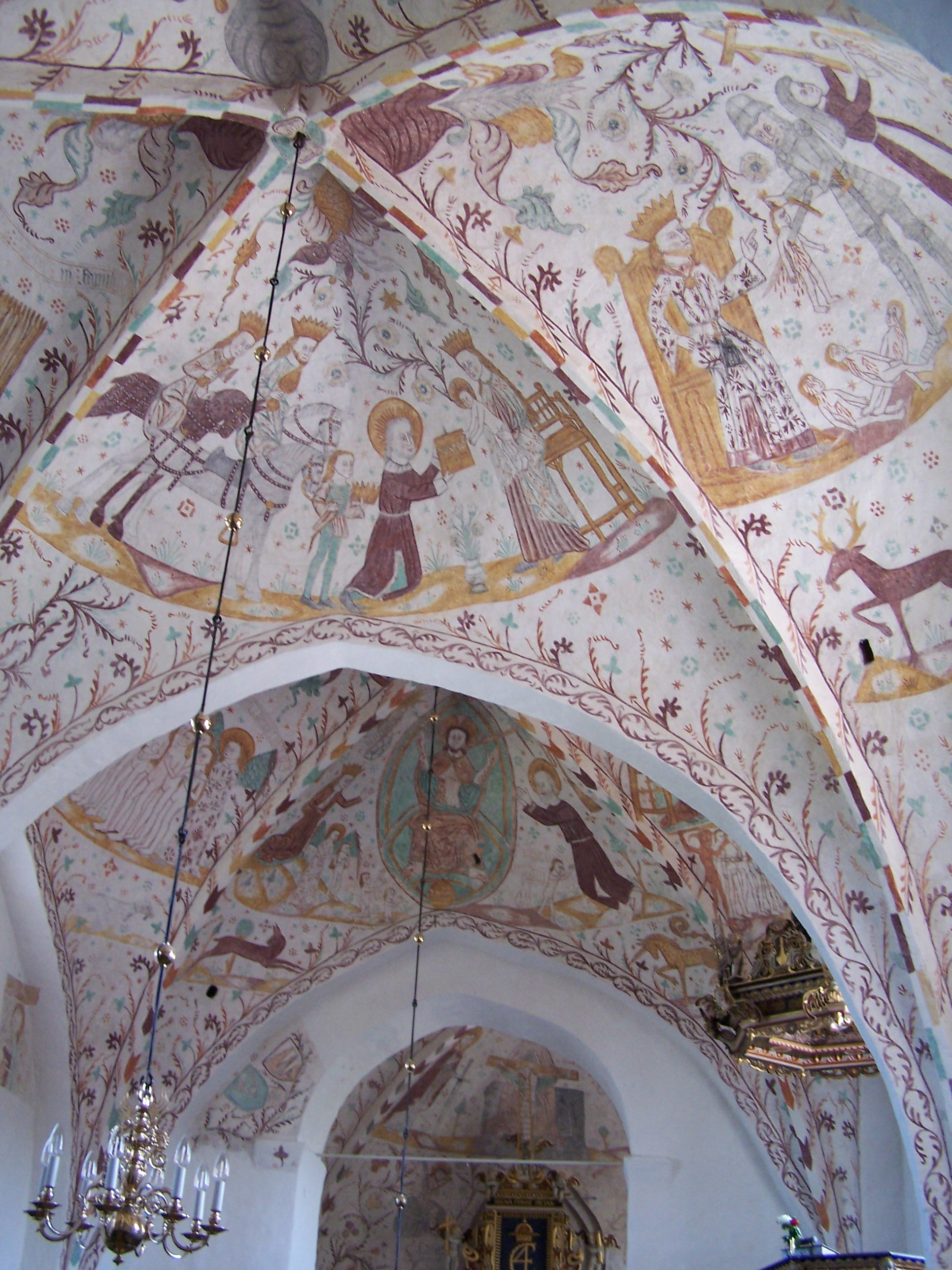
Frescos dentro de la iglesia de Elmelunde

Los numerosos frescos o kalkmalerier bien conservados de la iglesia cubren las bóvedas góticas de la nave y el coro. Al igual que los murales de otras dos iglesias de Møn, Keldby y Fanefjord, fueron pintados en estilo gótico por el llamado Maestro Elmelunde, probablemente hacia finales del siglo XV. En el llamado estilo Biblia pauperum, presentan muchas de las historias más populares del Antiguo y el Nuevo Testamento. 
Las pinturas permanecieron ocultas durante siglos, ya que, tras la Reforma, se cubrieron con una capa tras otra de cal. En 1969, el Museo Nacional de Dinamarca emprendió una importante restauración de las pinturas murales. Se limpiaron las bóvedas, se corrigieron las restauraciones anteriores y se descubrieron nuevos frescos. Las pinturas de la nave y el coro se descubrieron en 1885 y se restauraron por primera vez en 1895. Durante la última restauración, se descubrió que la iglesia había estado decorada con frescos románicos, de los que quedaban vestigios en las paredes de la nave y en el arco triunfal. Sin embargo, hasta ahora no ha sido posible restaurarlos.
De hecho, la obra pictórica mural más completa fue la realizada por el maestro de Elmelunde, que presentaba diversas escenas de la historia de la Creación y del Nuevo Testamento, pero también ilustraciones de actividades cotidianas como el arado y la caza. Entre las pinturas se aprecian márgenes con franjas que representan flores, plantas y otros ornamentos. Todas las figuras tienen caras soñolientas, una característica del maestro de Elmelund. Los colores son el negro, el ocre, el púrpura y el cinabrio, que se ha desvanecido hasta convertirse en verdigrís.

## Altar y púlpito
El altar ricamente tallado, de 1646, fue un regalo de la hija del rey Christian IV, Leonora Christina, y su esposo Corfitz Ulfeldt. El marco central representa la institución de la Sagrada Comunión. Los lados presentan a los evangelistas Marcos y Juan. 
El púlpito, también regalo de los Ulfeldt, lleva el apóstol Pedro y es del año 1649. Grandes representaciones de los cuatro evangelistas llenan los marcos mayores, mientras que los marcos de las esquinas albergan sus símbolos.

## Cementerio
Entre las personas notables que están enterradas en el cementerio se incluyen:
- Christian Danneskiold-Samsø, terrateniente y líder administrativo del Teatro Real Danés
- Nicoline Margrethe Winther (1891-1971), política
- Henrik Haubroe (1915-2014), empresario

## Galería
He aquí una selección de frescos de la iglesia de Elmelunde pintados por el maestro de Elmelunde .

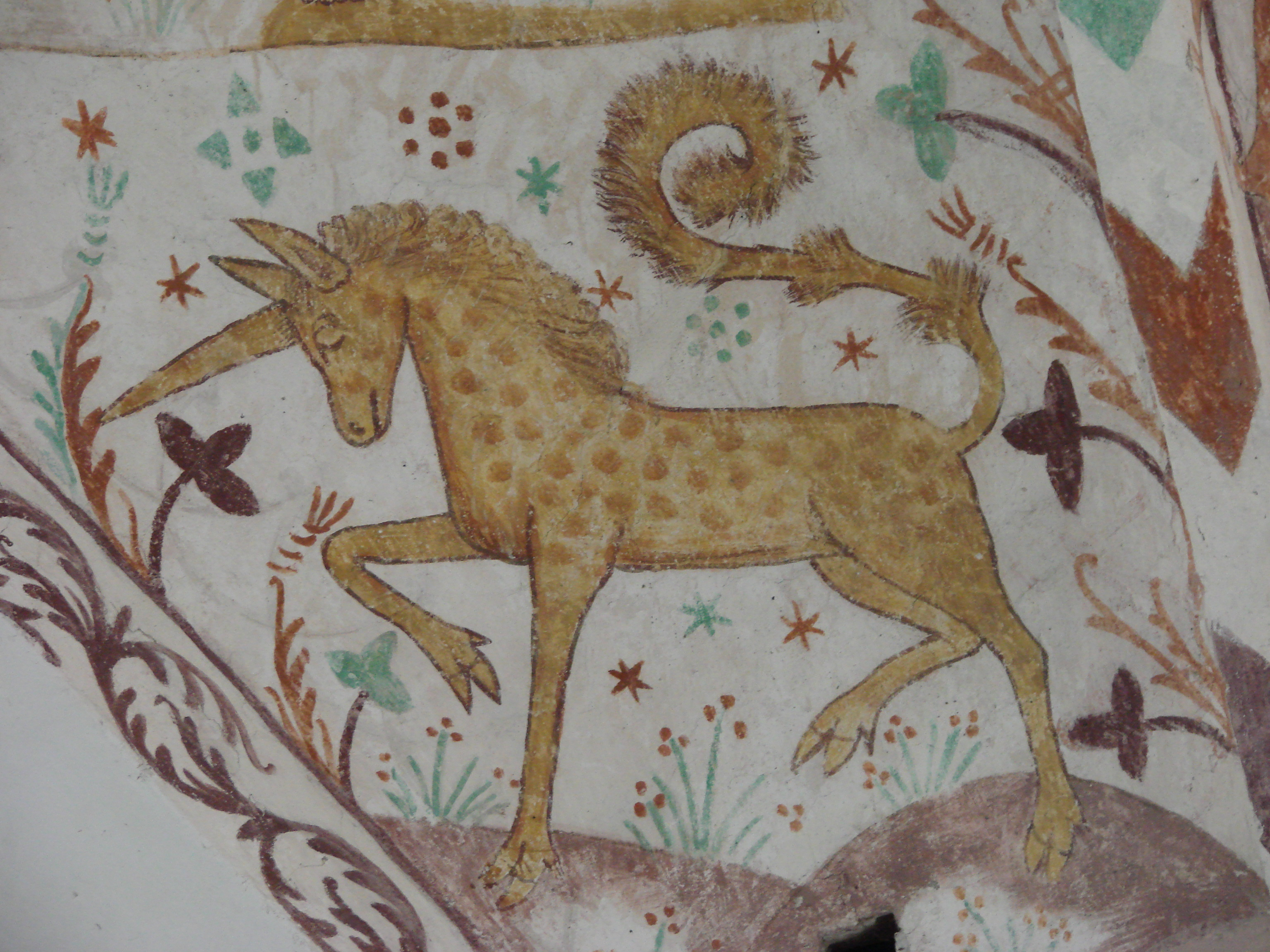
Unicornio
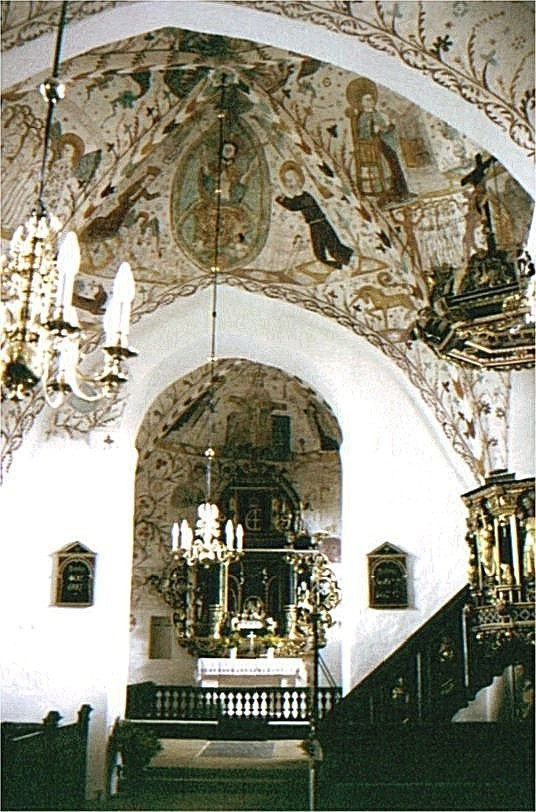
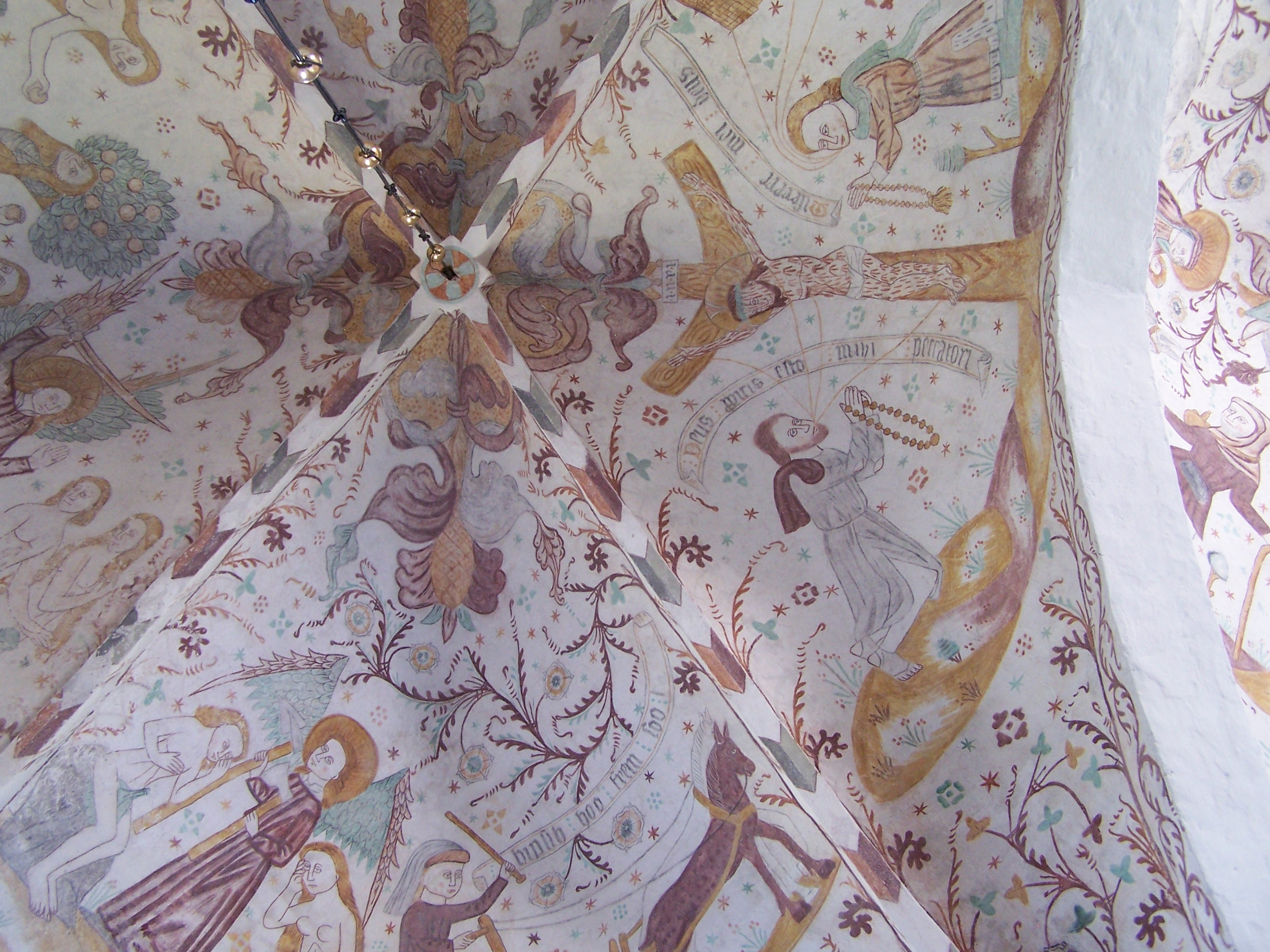
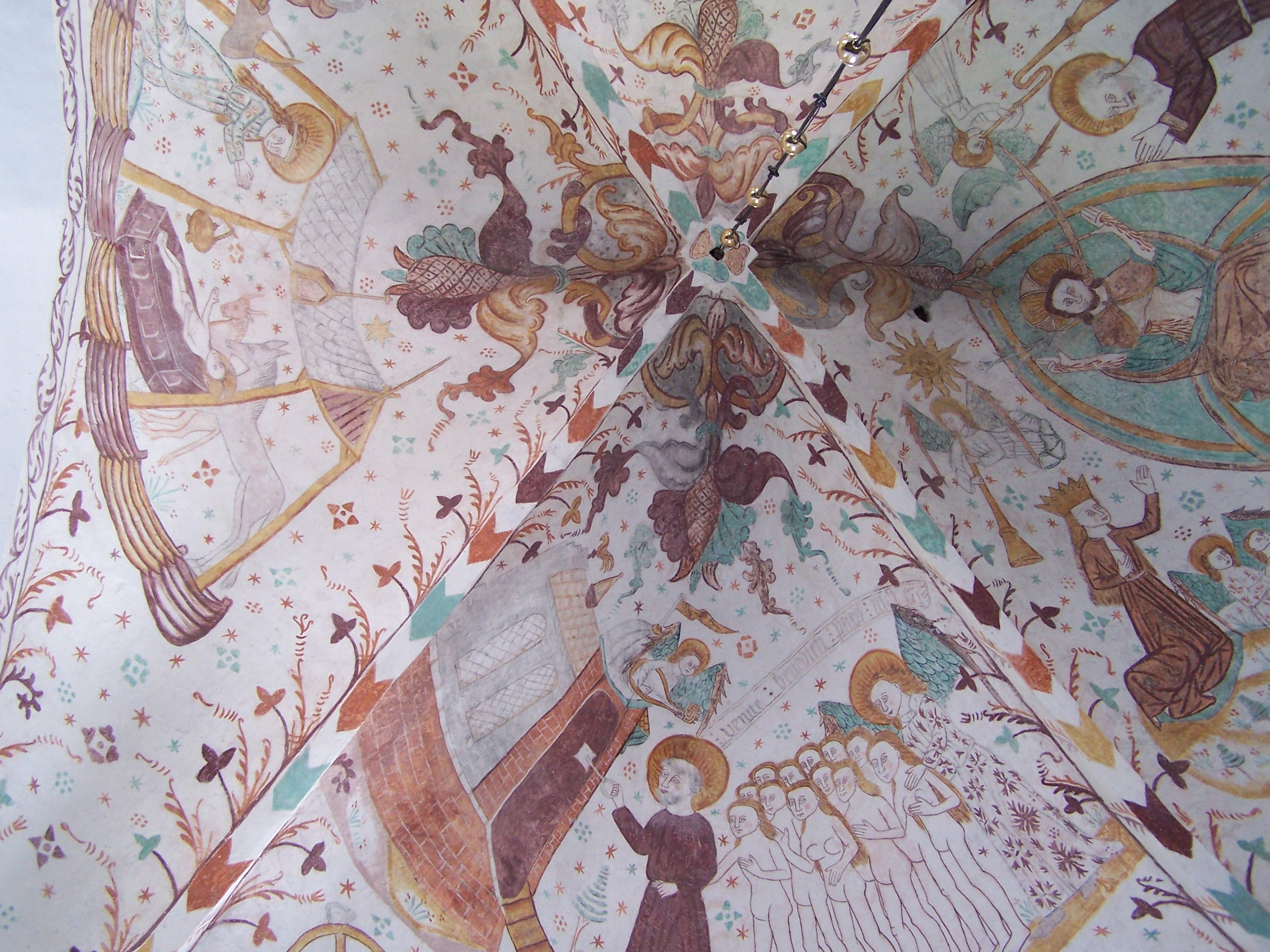
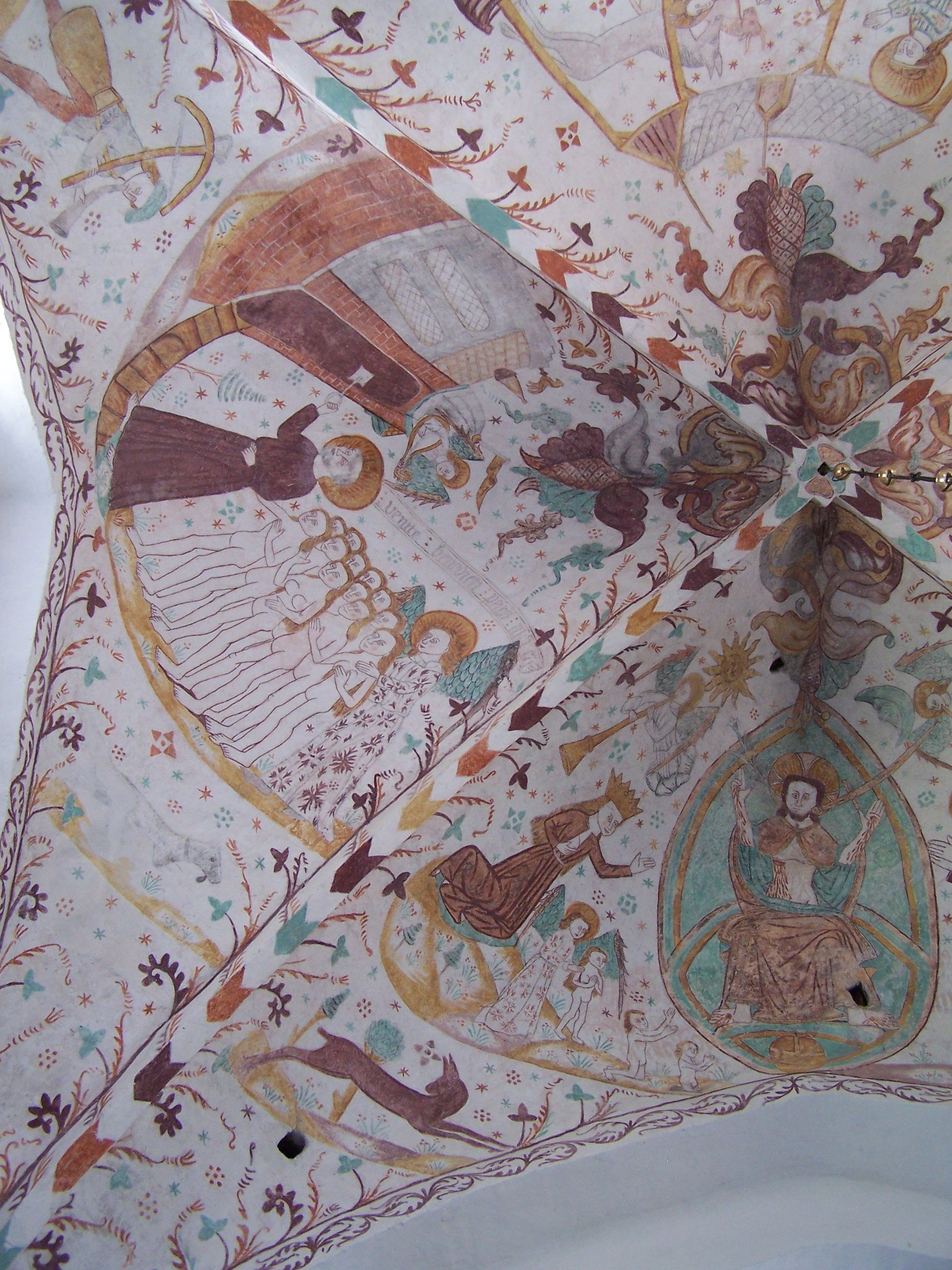
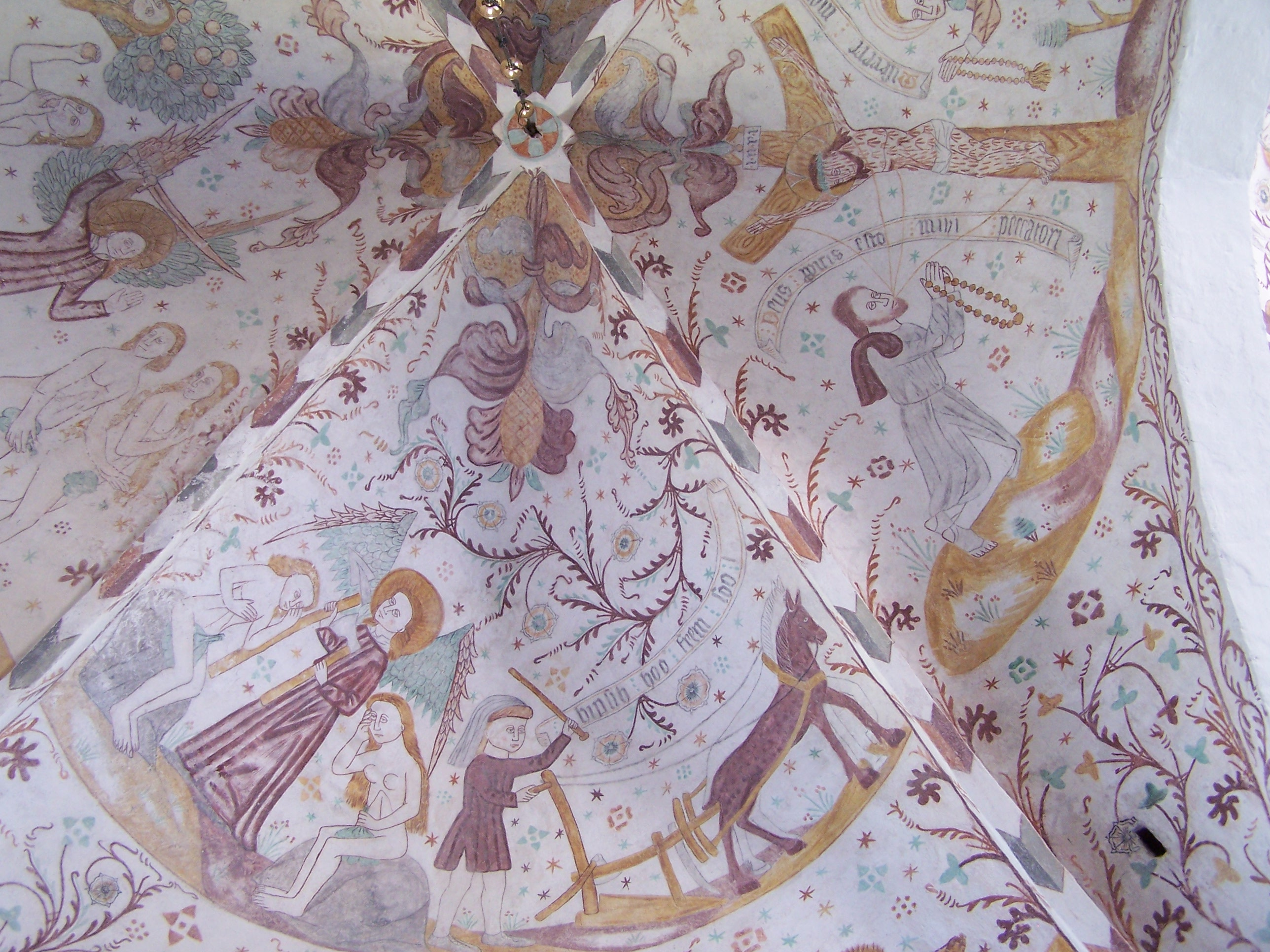
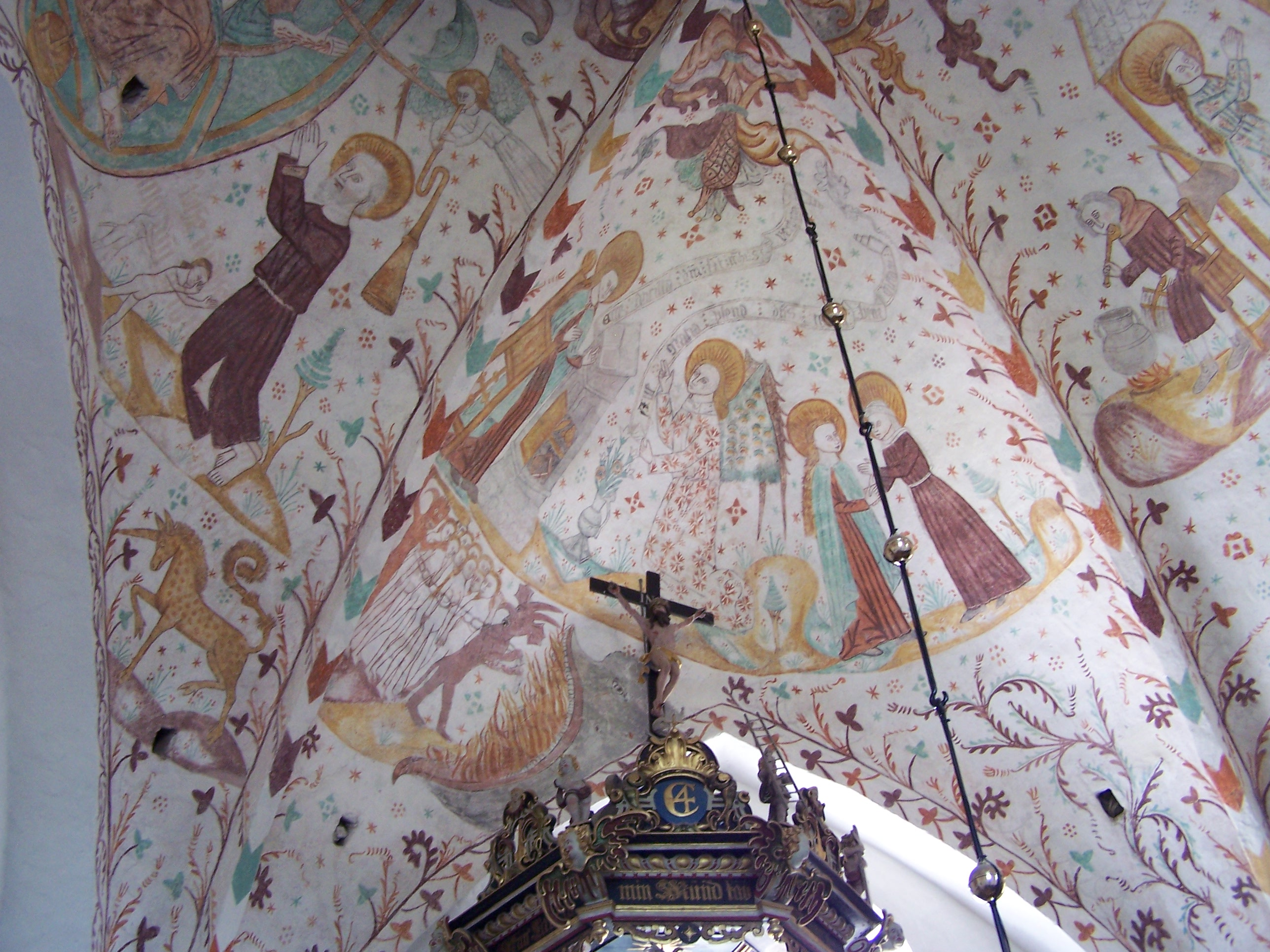
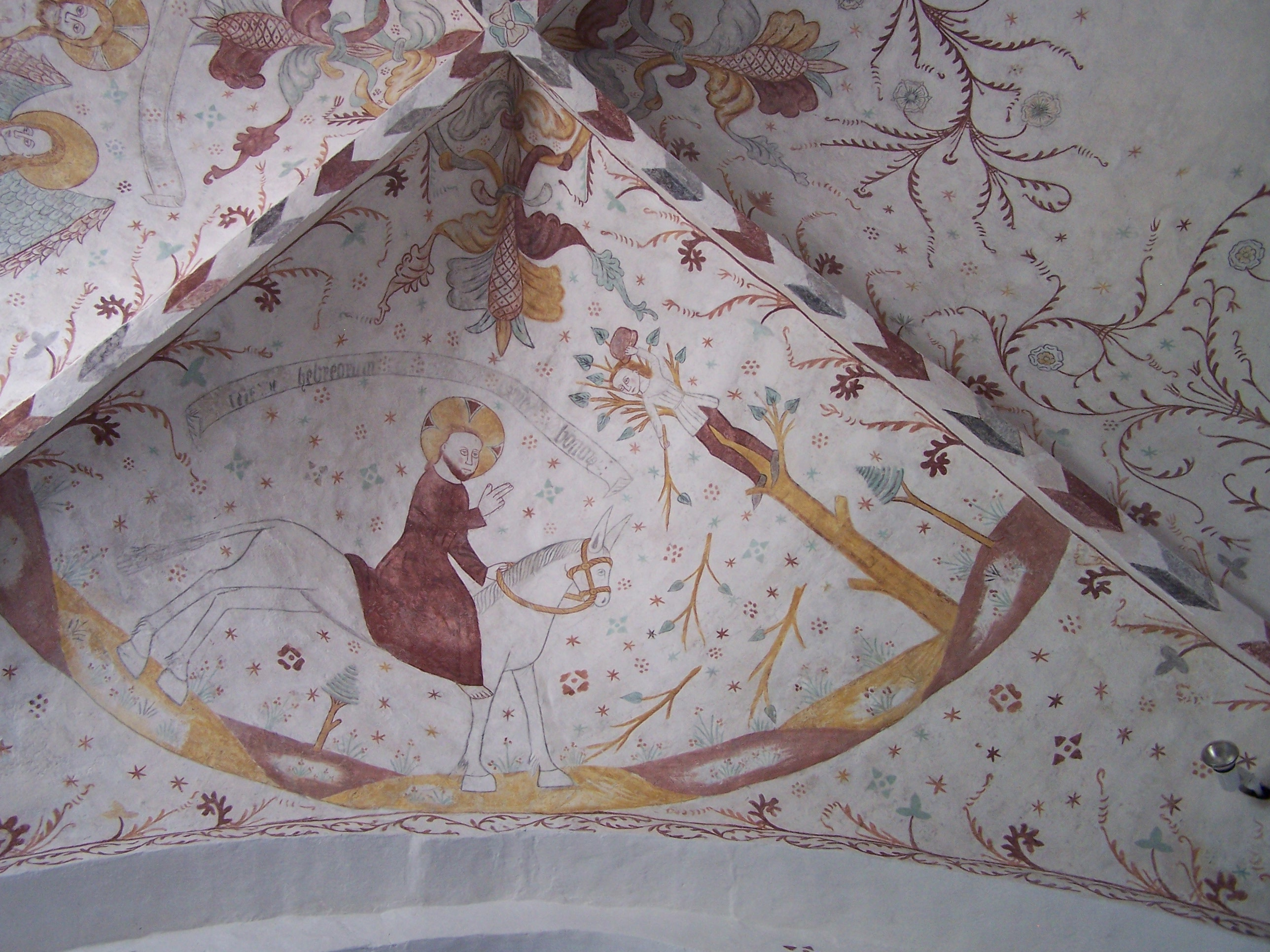
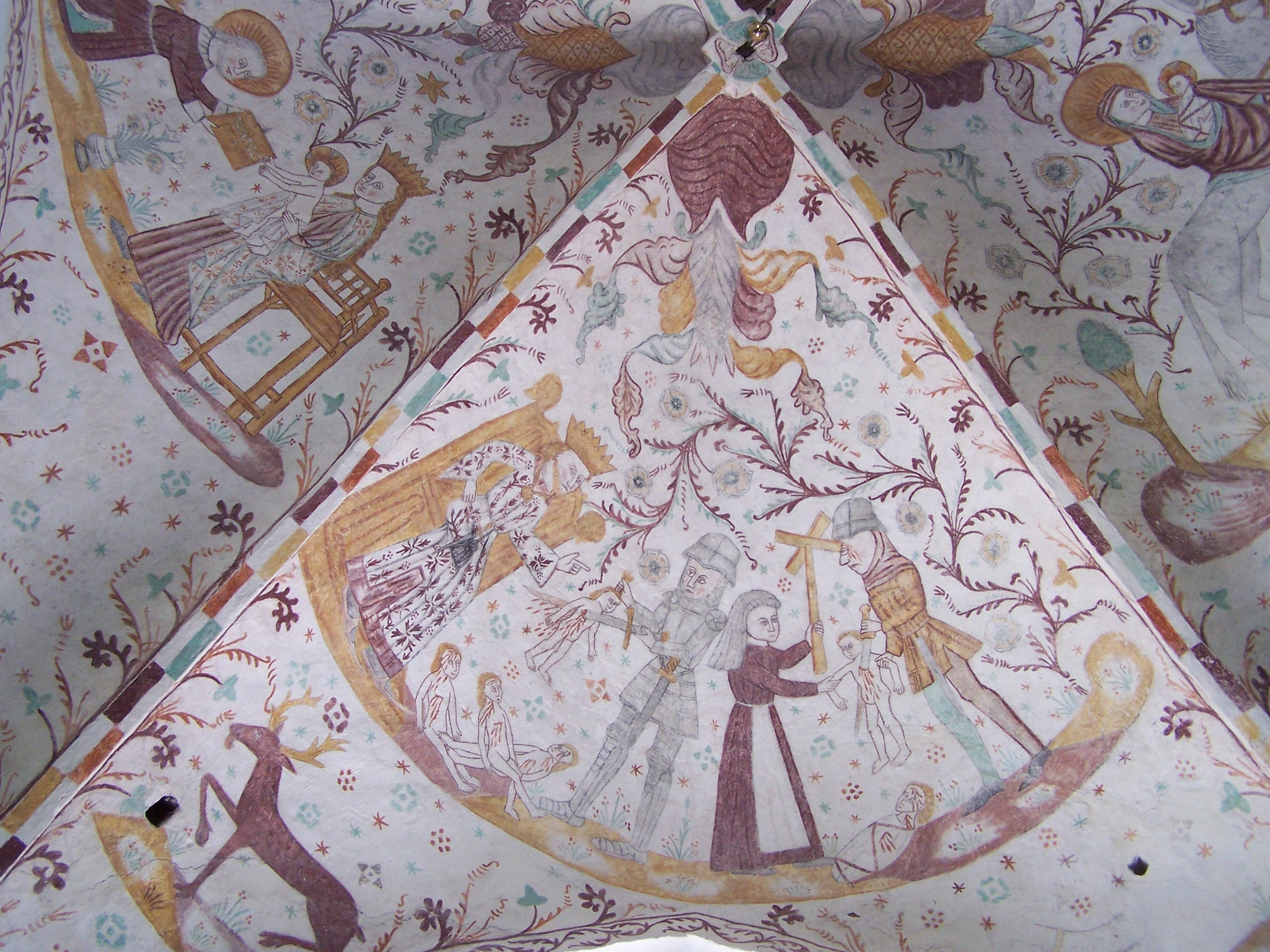